# غيلبرت شي
غيلبرت شي (بالإنجليزية: Gilbert Shea)‏ هو لاعب كرة مضرب أمريكي، ولد في 5 أكتوبر 1928 في بورتلاند في الولايات المتحدة.